# Corso Italia (métro léger d'Ottawa)
 (2022).
Corso Italia, anciennement appelée Gladstone est une station de train léger située à Ottawa, Ontario (Canada). Elle est située sur la ligne 2 du réseau O-Train. Son inauguration a eu lieu le 6 janvier 2025.

## Emplacement
Le site choisi pour la station Gladstone est situé immédiatement au nord l'avenue Gladstone entre les rues Preston et Loretta. À la limite des districts Kitchissippi (en) et Somerset (en), elle est planifiée afin de desservir les quartiers Dalhousie et Hintonburg. 
La nouvelle station intercalaire s'insère entre les stations Bayview et Carling. 

## Histoire

### Toponymie
La station est nommée d'après l'artère sécante, l'avenue Gladstone. L'avenue tient son nom de William Ewart Gladstone, premier ministre britannique. En novembre, la Ville d'Ottawa a annoncé que la station porterait le nom de Corso Italia, en référence au nom de cérémonie de la rue Preston ainsi qu'au quartier de la Petite-Italie (en) dans laquelle elle sera située.

### Construction
Les travaux d'immobilisation pour l'ensemble du projet pilote d'O-Train entraînent une dépense de 21 M$ pour la ville d'Ottawa,. Afin de minimiser les coûts, la station Gladstone est écartée du projet initial ; ses coûts sont jugés trop élevés pour la fréquentation prévue. Sa construction est planifiée lors de la deuxième phase d'expansion du réseau d'O-Train. Il est prévu de la mettre en service en 2022.

## Aménagement
La station doit être construite sur une voie ferrée en tranchée autrefois détenue par le Canadien Pacifique. Un édicule abritant la salle de contrôle devrait donner accès aux quais latéraux depuis le sentier polyvalent Trillium et l'avenue Gladstone. L'édicule sera conçu afin d’accommoder des étages additionnels dans l'éventualité d'un développement immobilier du site.